# Valdemar Bentzen
Adolf Valdemar Bentzen, född 8 juli 1865 i Stockholm, död 22 mars 1943, var en svensk skådespelare.

## Filmografi
- 1926 – Ebberöds bank
- 1928 – Synd
- 1932 – Muntra musikanter
- 1936 – Släkten är värst

## Teater

### Roller (ej komplett)
| År   | Roll                                      | Produktion                                                                     | Regi                     | Teater                     |
| ---- | ----------------------------------------- | ------------------------------------------------------------------------------ | ------------------------ | -------------------------- |
| 1899 | Chiendents musikant                       | Rocamboles arvingar Charles Varin                                              |                          | Södra Teatern              |
| 1900 | Jean                                      | Colinette G. Lenotre och Gabriel Martin                                        |                          | Vasateatern                |
| 1902 | Daniel Kricker Porter, betjänt hos Watson | Sherlock Holmes Walter Christmas                                               |                          | Svenska teatern, Stockholm |
| 1907 | Merriman                                  | Mister Ernst (The Importance of Being Ernest) Oscar Wilde                      |                          | Vasateatern                |
| 1908 | Hovmästaren                               | Fröken Josette - min hustru Paul Gavault och Robert Charvay                    |                          | Vasateatern                |
| 1910 | Casimir                                   | Sendraget Maurice Hennequin                                                    | Knut Nyblom              | Vasateatern                |
| 1910 | En patient                                | Penelope Somerset Maugham                                                      | Albert Ranft Knut Nyblom | Vasateatern                |
| 1910 | Otto                                      | Löjtnanten som förmyndare Leo Walter Stein                                     | Knut Nyblom              | Vasateatern                |
| 1910 |                                           | Utan inbjudningskort Tristan Bernard                                           | Knut Nyblom              | Vasateatern                |
| 1910 | En uppassare                              | English spoken Tristan Bernard                                                 | Knut Nyblom              | Vasateatern                |
| 1911 | Blickendolfenbach                         | Alias Jimmy Valentine Paul Armstrong                                           | Knut Nyblom              | Vasateatern                |
| 1911 | Poirel                                    | Coralie och Co Maurice Hennequin och Albin Valabrègue                          | Knut Nyblom              | Vasateatern                |
| 1911 | Jean                                      | Buridans åsna Robert de Flers och Gaston Arman de Caillavet                    | Knut Nyblom              | Vasateatern                |
| 1911 |                                           | Ballongen Paul Armont och Nicolas Nancey                                       | Knut Nyblom              | Vasateatern                |
| 1911 | En portvakt                               | Nattlampan Miguel Zamocois                                                     |                          | Vasateatern                |
| 1911 | Benjamin                                  | 1.000.000 Georges Berr och Marcel Guillemand                                   | Knut Nyblom              | Vasateatern                |
| 1912 | En vaktmästare                            | Kommanditbolaget Wall, Berger & C:o Einar Fröberg                              | Knut Nyblom              | Vasateatern                |
| 1912 | Mr Freeman                                | Den nakna sanningen (The Naked Truth) George Paston och W.B. Maxwell           | Knut Nyblom              | Vasateatern                |
| 1913 | Josef                                     | Som man är klädd... Gábor Drégely                                              | Knut Nyblom              | Vasateatern                |
| 1913 | Bitzer                                    | Ett modernt äktenskap (Das paar nach der mode) Raoul Auernheimer               | Knut Nyblom              | Vasateatern                |
| 1913 | Dominique                                 | Borgmästarinnan (La presidente) Maurice Hennequin och Pierre Veber             | Albert Ranft             | Vasateatern                |
| 1914 | Pandolfi                                  | Affären Costa Negra Gustaf Janson                                              | Knut Nyblom              | Vasateatern                |
| 1914 | Levrette                                  | Hon – eller ingen (Une affaire scandaleuse) Paul Gavault och Maurice Ordonneau | Knut Nyblom              | Vasateatern                |
| 1914 | Semmelman                                 | Kompanjonen (Der Compagnon) Adolph L'Arronge                                   | Knut Nyblom              | Vasateatern                |
| 1914 | Jochum Nüssler                            | Livet på landet (Onkel Bräsig) Fritz Reuter                                    |                          | Vasateatern                |
| 1915 | En uppassare                              | English spoken Tristan Bernard                                                 |                          | Vasateatern                |
| 1916 | Prosper                                   | Herkulespillerna Maurice Hennequin                                             |                          | Vasateatern                |
| 1917 | Dawson                                    | Diamanten Horace Hedges och Wigney Percyval                                    | Knut Nyblom              | Vasateatern                |
| 1917 | George                                    | Lilla yrhättan H. M. Harwood                                                   | Knut Nyblom              | Vasateatern                |
| 1918 | Brooks, hovmästare                        | Äktenskapskarusellen Langdon Mitchell                                          |                          | Vasateatern                |
| 1918 | Joseph                                    | Damen från bion Nicolas Nancey och Jean Rieux                                  | Knut Nyblom              | Vasateatern                |
| 1918 | Hermansson                                | Jag gifta mig - aldrig! Ernst Fastbom                                          | Ernst Fastbom            | Vasateatern                |
| 1918 | Ulrich                                    | Den bättre hälften Franz Arnold och Ernst Bach                                 | Knut Nyblom              | Vasateatern                |
| 1919 | Grabner                                   | Hertiginnans halsband Wolfgang Polaczek och Hugo Schönbrunn                    | Knut Nyblom              | Vasateatern                |
| 1920 |                                           | Hotellråttan Marcel Gerbidon och Paul Armont                                   |                          | Vasateatern                |
| 1921 | Bouquet des Ifs                           | Borgmästarinnan (La presidente) Maurice Hennequin och Pierre Veber             | Albert Ranft             | Vasateatern                |
| 1921 | Stop                                      | Gröna hissen Avery Hopwood                                                     | Nils Johannisson         | Vasateatern                |
| 1923 | Ett bud                                   | Eliza stannar Henry V. Esmond                                                  | Gösta Ekman              | Djurgårdsteatern           |
| 1923 | Portiern                                  | Andra bröllopsnatten Maurice Hennequin                                         | Knut Nyblom              | Vasateatern                |
| 1924 |                                           | Lilla Busses bröllop Richard Kessler                                           | Knut Nyblom              | Vasateatern                |
| 1924 | François                                  | Borgmästarinnan (La presidente) Maurice Hennequin och Pierre Veber             | Albert Ranft             | Vasateatern                |
| 1926 | Bienassis                                 | Borgmästarinnan (La presidente) Maurice Hennequin och Pierre Veber             | Albert Ranft             | Vasateatern                |
| 1927 | Pangdich                                  | Skräddar Wibbel Hans Müller-Schlösser                                          | Sigurd Wallén            | Folkteatern                |
| 1930 | En portvakt                               | Henrik VIII Henry VIII William Shakespeare                                     | Thomas Warner            | Oscarsteatern              |

### Fotnoter
1. ↑  ”Valdemar Bentzen”. Svensk Filmdatabas. http://sfi.se/sv/svensk-filmdatabas/Item/?type=PERSON&itemid=59716&ref=%2ftemplates%2fSwedishFilmSearchResult.aspx%3fid%3d1225%26epslanguage%3dsv%26searchword%3dValdemar+Bentzen%26type%3dPerson%26match%3dBegin%26page%3d1%26prom%3dFalse. Läst 1 oktober 2012.
2. ↑  ”Teaterannons”. Dagens Nyheter:  s. 3. 31 december 1898. http://arkivet.dn.se/arkivet/tidning/1898-12-31/10345a/3. Läst 6 augusti 2016.
3. ↑  ”Teaterannons”. Dagens Nyheter:  s. 3. 14 februari 1900. http://arkivet.dn.se/tidning/1900-02-14/10742a/3. Läst 25 februari 2017.
4. ↑  ”Teaterannons”. Dagens Nyheter:  s. 3. 23 april 1902. https://arkivet.dn.se/tidning/1902-04-23/11514A/3. Läst 6 januari 2019.
5. ↑  ”Mister Ernst”. Musikverket. https://calmview.musikverk.se/CalmView/Record.aspx?src=CalmView.Performance&id=P15420&pos=4. Läst 20 april 2024.
6. ↑  ”Fröken Josette - min hustru”. Musikverket. http://calmview.musikverk.se/CalmView/Record.aspx?src=CalmView.Performance&id=PERF29709&pos=157. Läst 7 juli 2015.
7. ↑  ”Sendraget”. Musikverket. http://calmview.musikverk.se/CalmView/Record.aspx?src=CalmView.Performance&id=PERF22425&pos=168. Läst 7 juli 2015.
8. ↑  ”Penelope”. Musikverket. http://calmview.musikverk.se/CalmView/Record.aspx?src=CalmView.Performance&id=PERF22426&pos=169. Läst 7 juli 2015.
9. ↑  ”Löjtnanten som förmyndare”. Musikverket. http://calmview.musikverk.se/CalmView/Record.aspx?src=CalmView.Performance&id=PERF22427&pos=170. Läst 7 juli 2015.
10. ↑  ”Utan inbjudningskort”. Musikverket. http://calmview.musikverk.se/CalmView/Record.aspx?src=CalmView.Performance&id=PERF22428&pos=172. Läst 7 juli 2015.
11. ↑  ”English spoken”. Musikverket. http://calmview.musikverk.se/CalmView/Record.aspx?src=CalmView.Performance&id=PERF22429&pos=174. Läst 7 juli 2015.
12. ↑  ”Alias Jimmy Valentine”. Musikverket. http://calmview.musikverk.se/CalmView/Record.aspx?src=CalmView.Performance&id=PERF22430&pos=17. Läst 5 juli 2015.
13. ↑  ”Coralie och Co”. Musikverket. http://calmview.musikverk.se/CalmView/Record.aspx?src=CalmView.Performance&id=PERF22431&pos=176. Läst 8 juli 2015.
14. ↑  ”Buridans åsna”. Musikverket. http://calmview.musikverk.se/CalmView/Record.aspx?src=CalmView.Performance&id=PERF22433&pos=178. Läst 8 juli 2015.
15. ↑  ”Ballongen”. Musikverket. http://calmview.musikverk.se/CalmView/Record.aspx?src=CalmView.Performance&id=PERF22434&pos=28. Läst 5 juli 2015.
16. ↑  ”Nattlampan”. Musikverket. http://calmview.musikverk.se/CalmView/Record.aspx?src=CalmView.Performance&id=PERF22435&pos=180. Läst 8 juli 2015.
17. ↑  ”1.000.000”. Musikverket. http://calmview.musikverk.se/CalmView/Record.aspx?src=CalmView.Performance&id=PERF22436&pos=181. Läst 8 juli 2015.
18. ↑  ”Kommanditbolaget Wall, Berger & CO”. Musikverket. https://calmview.musikverk.se/CalmView/Record.aspx?src=CalmView.Performance&id=PERF23243&pos=397. Läst 12 maj 2024.
19. ↑  ”Den nakna sanningen”. Musikverket. https://calmview.musikverk.se/CalmView/Record.aspx?src=CalmView.Performance&id=PERF23245&pos=116. Läst 12 maj 2024.
20. ↑  ”Som man är klädd...”. Musikverket. http://calmview.musikverk.se/CalmView/Record.aspx?src=CalmView.Performance&id=PERF14520&pos=201. Läst 8 juli 2015.
21. ↑  ”Ett modernt äktenskap”. Musikverket. http://calmview.musikverk.se/CalmView/Record.aspx?src=CalmView.Performance&id=PERF14518&pos=203. Läst 8 juli 2015.
22. ↑  ”Borgmästarinnan”. Musikverket. http://calmview.musikverk.se/CalmView/Record.aspx?src=CalmView.Performance&id=PERF14358&pos=204. Läst 8 juli 2015.
23. ↑  ”En äkta man”. Musikverket. https://calmview.musikverk.se/CalmView/Record.aspx?src=CalmView.Performance&id=PERF23248&pos=207. Läst 12 maj 2024.
24. ↑  ”Hon eller ingen”. Musikverket. https://calmview.musikverk.se/CalmView/Record.aspx?src=CalmView.Performance&id=PERF14378&pos=335. Läst 12 maj 2024.
25. ↑  ”Kompanjonen”. Musikverket. http://calmview.musikverk.se/CalmView/Record.aspx?src=CalmView.Performance&id=PERF14534&pos=210. Läst 8 juli 2015.
26. ↑  ”Lifvet på landet”. Musikverket. https://calmview.musikverk.se/CalmView/Record.aspx?src=CalmView.Performance&id=P15443&pos=436. Läst 12 maj 2024.
27. ↑  ”English spoken”. Musikverket. http://calmview.musikverk.se/CalmView/Record.aspx?src=CalmView.Performance&id=PERF22403&pos=223. Läst 9 juli 2015.
28. ↑  ”Herkulespillerna”. Musikverket. http://calmview.musikverk.se/CalmView/Record.aspx?src=CalmView.Performance&id=PERF23289&pos=236. Läst 10 juli 2015.
29. ↑  ”Diamanten”. Musikverket. http://calmview.musikverk.se/CalmView/Record.aspx?src=CalmView.Performance&id=PERF14362&pos=238. Läst 10 juli 2015.
30. ↑  ”Lilla yrhättan”. Musikverket. http://calmview.musikverk.se/CalmView/Record.aspx?src=CalmView.Performance&id=PERF14541&pos=244. Läst 10 juli 2015.
31. ↑  Erik Ljungberger, red (1918). ”Teateralmanack”. Svenska scenen (2):  sid. 12. https://sv.wikisource.org/w/index.php?title=Svenska_scenen_2,_1918&oldid=174993. Läst 9 juli 2015.
32. ↑  ”Damen från bion”. Musikverket. http://calmview.musikverk.se/CalmView/Record.aspx?src=CalmView.Performance&id=PERF14364&pos=254. Läst 10 juli 2015.
33. ↑  ”Jag gifta mig - aldrig!”. Musikverket. http://calmview.musikverk.se/CalmView/Record.aspx?src=CalmView.Performance&id=PERF14380&pos=255. Läst 10 juli 2015.
34. ↑  ”Den bättre hälften”. Musikverket. http://calmview.musikverk.se/CalmView/Record.aspx?src=CalmView.Performance&id=PERF14365&pos=257. Läst 10 juli 2015.
35. ↑  ”Hertiginnans halsband”. Musikverket. http://calmview.musikverk.se/CalmView/Record.aspx?src=CalmView.Performance&id=PERF14382&pos=264. Läst 11 juli 2015.
36. ↑  ”Teater Musik”. Dagens Nyheter:  s. 11. 2 september 1920. http://arkivet.dn.se/arkivet/tidning/1920-09-02/236/11. Läst 21 juli 2015.
37. 1 2  ”Borgmästarinnan”. Musikverket. https://calmview.musikverk.se/CalmView/Record.aspx?src=CalmView.Performance&id=P15450&pos=59. Läst 12 maj 2024.
38. ↑  ”Gröna hissen”. Musikverket. http://calmview.musikverk.se/CalmView/Record.aspx?src=CalmView.Performance&id=PERF14375&pos=275. Läst 11 juli 2015.
39. ↑  ”Teater och Musik”. Dagens Nyheter:  s. 6. 11 augusti 1923. http://arkivet.dn.se/arkivet/tidning/1923-08-11/215/6. Läst 26 juli 2015.
40. ↑  ”Andra bröllopsnatten”. Musikverket. http://calmview.musikverk.se/CalmView/Record.aspx?src=CalmView.Performance&id=PERF14525&pos=22. Läst 5 juli 2015.
41. ↑  ”Teater och Musik”. Dagens Nyheter. 28 augusti 1924. http://arkivet.dn.se/arkivet/tidning/1924-08-28/234/7. Läst 27 juli 2015.
42. ↑  ”Borgmästarinnan”. Musikverket. http://calmview.musikverk.se/CalmView/Record.aspx?src=CalmView.Performance&id=PERF22443&pos=322. Läst 11 juli 2015.
43. ↑  ”Teater och Musik”. Dagens Nyheter:  s. 8. 5 februari 1927. http://arkivet.dn.se/arkivet/tidning/1927-02-05/34/8. Läst 5 januari 2016.
44. ↑  ”Teater, Musik och Film: Rollistan till 'Henrik VIII'”. Dagens Nyheter. 6 mars 1930. http://arkivet.dn.se/arkivet/tidning/1930-03-06/63/11. Läst 11 maj 2016.